# Roser-Nélaton-Linie

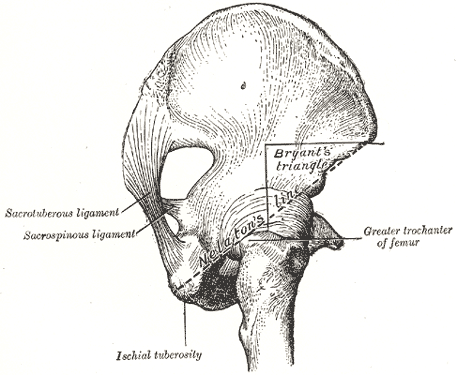

Die Roser-Nélaton-Linie ist eine gedachte Linie zur Bestimmung der Lage des Trochanter major (Großer Rollhügel) des Oberschenkelknochens (Femur) im Becken.
Die Linie verläuft von der Spina iliaca anterior superior des Darmbeins zum Tuber ischiadicum des Sitzbeins. Bei in 45° gebeugtem Oberschenkel liegt die Spitze des Trochantor major normalerweise auf der Mitte dieser Linie. Bei einer Luxation des Hüftgelenks oder einer Schenkelhalsfraktur tastet man den Trochantor major außerhalb dieser Linie.
Die Roser-Nélaton-Linie ist nach dem deutschen Chirurgen Wilhelm Roser und dem französischen Chirurgen Auguste Nélaton benannt.